# Caroline-Amélie de Hesse-Cassel
Caroline-Amélie de Hesse-Cassel (11 juillet 1771, Hanau – 22 février 1848, à Gotha), est une princesse allemande et membre de la Maison de Hesse-Cassel par la naissance, et duchesse de Saxe-Gotha-Altenbourg par le mariage.
Elle est la seconde fille du comte (plus tard, le prince Guillaume IX de Hesse et de la princesse Wilhelmine-Caroline de Danemark et de la Norvège, fille du roi Frédéric V de Danemark. 

## Biographie
Depuis le début de l'enfance, Caroline Amélie est fiancée à Frédéric de Hesse-Cassel (1771-1845), qui est à la fois son cousin germain paternel et son cousin germain maternel ; toutefois, l'engagement est dissous en 1799, après l'apparente liaison entre elle et chambellan comte Ludwig von Taube, qui s'est terminée quand le comte Guillaume Ier le destitue de son service et l'expulse de la cour. Dans l'été de 1801 Caroline Amélie rencontre Auguste de Saxe-Gotha-Altenbourg quand il visite la cour de Cassel. En janvier 1802, le duc Ernest II de Saxe-Gotha-Altenbourg, au nom de son fils, demande la main de la princesse en mariage. La cérémonie de mariage a lieu dans son pays natal, Cassel, le 24 avril de cette année. 
L'union est restée sans enfant, mais Caroline Amélie est une belle-mère dévouée pour la fille du premier mariage de son mari, Louise de Saxe-Gotha-Altenbourg. Deux ans plus tard, en 1804, Caroline Amélie devient duchesse consort de Saxe-Gotha-Altenbourg, après la mort de son beau-père.
La célèbre peintre Louise Seidler, qui est à la cour de Gotha, dans l'hiver de 1811 décrit Caroline Amélie de manière plutôt flatteuse comme "bonne, bienveillante, mais pas seulement un excellent dame".
Cependant, "ils ont des points de vue sur la vie complètement différents". Le couple ducal se sépare après quelques années de mariage et Caroline Amélie se retire de plus en plus de la vie de la cour et du public en général, depuis 1810. L'une des principales raisons pour cela est l'enthousiasme de son mari pour Napoléon, que la duchesse ne partage pas, ses parents ayant été forcés de fuir en exil après l'occupation de Hesse-Cassel par l'armée française en 1806.
Après la mort de son mari en 1822, Caroline Amélie s'installe à Gotha, au Palais d'Hiver (en allemand : Winterpalais). Cette résidence est renommée par la population en son honneur comme le "palais de la veuve" (en allemand : Witwenpalais).
Sa résidence d'été, le Château de Friedrichsthal, où est la duchesse douairière reçoit le couple royal britannique (la Reine Victoria et le Prince Albert) en août 1845 lors de leur visite en Allemagne. Le journal local Privilegirte Gothaische écrit à l'occasion de cette visite: "...tout le monde dans le Gotha se réjouissait du bonheur, quand la vénérée princesse, la veuve, la duchesse Caroline Amélie a reçu la sublime femme de son petit-fils bien-aimé, le Prince Albert".
Le prince Albert (le plus jeune fils de Louise, la belle-fille de Caroline-Amélie) est le petit-fils favori de la duchesse douairière. De 1822 à 1835, lui et son frère Ernest passent plusieurs semaines chaque année avec Caroline Amélie dans le Palais d'Hiver. Jusqu'à sa mort, Albert entretient avec elle une correspondance active, où il l'a toujours appelée sa "grand-Mère" et adresse ses lettres avec la signature "Votre fidèle petit-fils Albert".
Le 22 février 1848 Caroline Amélie meurt dans le Palais d'Hiver âgée de 76 ans, après avoir souffert d'une maladie de poitrine comme la Privilegirte Gothaische journal a rapporté le même jour.
Cinq jours plus tard, le 27 février, le dernier membre de la famille ducale de Saxe-Gotha-Altenbourg, est inhumé dans le Parkinsel à Gotha, à côté de son mari, et à sa demande spécifique, "sans faste". Comme toutes les tombes de la famille ducale sont situées dans ce lieu, il n'y a pas de pierre tombale pour Caroline Amélie. Le simple cercle floral, qui, une fois faite, marque la tombe, n'existe plus depuis des décennies, de sorte que le lieu exact de la tombe de Caroline Amélie est inconnu aujourd'hui.
Elle est la dernière duchesse consort de la ligne que Ernest Ier le Pieux fonde avec le duché de Saxe-Gotha-Altenbourg. La ligne masculine de la maison est déjà éteinte depuis 1825 avec la mort de son beau-frère, le duc Frédéric IV de Saxe-Gotha-Altenbourg.